# 설수진 (신라)
설수진(薛秀眞, ?~?)은, 7세기 문무왕(文武王) 때의 신라의 관인으로 관등은 아찬(阿湌)이다. 《삼국사기》 강수전에 나오는 수진(守眞)과 동일인물로 여겨진다.

## 개요
성이 설씨(薛氏)이고 문장에 뛰어났던 점으로 미루어 보아 6두품 출신으로 당(唐)에 유학하고 돌아온 사람일 가능성이 높다. 
《삼국사기》에는 문무왕 14년(674년) 9월조에 "영묘사(靈廟寺) 앞길(前路)에서 군사를 사열하고, 아찬 설수진의 육진병법(六陣兵法)을 보았다"는 기록이 있다. 이 기록에서 '육진병법'이라는 군사 진법(陣法)의 고안자로서 이름이 등장하고 있는 것이 설수진이라는 인물에 관련된 유일한 기록이다. 
이 기록은 육진병법이라는 병법의 존재와 함께, '영묘사 앞길'이라는 언급을 통해 월성에서 영묘사를 잇는 계획도로가 존재하였으며 당시 신라에서 당의 장안성을 모방한 서라벌의 조방제 정비가 이루어졌음을 시사하는 기록으로도 주목받고 있다.
한편 《삼국사기》권제46 열전제6 강수(强首)조 말미에서 《신라고기》(新羅古記)를 인용하여 "문장으로는 강수·제문(帝文)·수진(守真)·양도(良圖)·풍훈(風訓)·골답(骨沓) 등이 있었다"(文章則強首·帝文·守真·良圖·風訓·骨沓)고 하였는데, 여기서 등장하는 수진이 설수진과 동일인물로 여겨진다. 《삼국사기》는 '제문 이하 사람들은 그 사적이 전하지 않아서 열전을 지을 수 없다'고 적고 있다.

## 설수진과 《천지서상지》
중국 당대의 천문 서적인 《천지서상지》(天地瑞祥志, 666년)는 그 저자가 태사(太史) 살수진(薩守眞)으로 살수진 자신이 쓴 서문에 드러나 있는데, 기존에는 이 살수진을 당대 인물이고 중국인으로 보는 견해가 있어 왔다. 이 살수진을 설수진과 동일인물로 보는 견해가 한국 학계에서 제기되었다. 권덕영에 따르면 《속일본기》(續日本紀) 권36 고닌 천황(光仁天皇) 호키(寶龜) 11년(780년) 정월조에서 신라 설총의 아들인 설중업(薛仲業)을 '살중업'(薩仲業)이라고 기록한 점을 들어 '살'(薩)과 '설'(薛)이 통용되었음을 엿볼 수 있으며, 6두품 출신자 가운데 당에 유학하는 자가 많았다는 점이나, 천문가와 병법가는 서로 무관하지 않다는 점 등을 들어 살수진은 설수진이며 당인(唐人)이 아닌 신라인으로 볼 수 있는 여지가 있다는 견해를 제시하였다. 하지만 김일권은 아무리 병법가가 천문에 능통하다고 하더라도 《천지서상지》 같은 대저작은 천문 전문가가 아니면 작성하기 힘들다는 점을 들어 반박하였다. 
설수진과 살수진이 동일인물인지 아닌지를 떠나서, 기본적으로 병법가들이 천문지리에도 능했던 것은 분명한 사실이다.

## 참고 문헌
- 정구복 외, 2012, 『개정증보 역주 삼국사기 3 주석편(상)』, 한국학중앙연구원출판부
- 권덕영, 1999, 「『천지서상지』 편찬자에 대한 새로운 시각 -일본에 전래된 天文地理書의 一例-」, 『백산학보』 52
- 김일권, 2002, 「『천지서상지』의 역사적 의미와 사료적 가치 -찬자에 대한 재검토와 『고려사』 所引 기사 검토-」, 『한국고대사연구』 2
- 이근직, 2006, 「신라 왕경의 성립과 전개」, 『건축역사연구』 15-4
- 이현태, 2010, 「신라 중고기 이방제의 수용과 왕경의 중심축선」, 『선사와 고대』 32